# Xian de Pingli
Le xian de Pingli (平利县 ; pinyin : Pínglì Xiàn) est un district administratif de la province du Shaanxi en Chine. Il est placé sous la juridiction de la ville-préfecture d'Ankang.

## Démographie
La population du district était de 228 202 habitants en 1999.